# Ultimatum (1938)
Ultimatum is een Franse dramafilm uit 1938 onder regie van Robert Wiene.

## Verhaal
Na de moord op aartshertog Frans Ferdinand in Sarajevo stellen de Oostenrijkers een ultimatum aan Servië. De Serviërs gaan niet in op het ultimatum, omdat ze worden beschermd door Rusland. Door een op handen zijnde oorlog komen een bevriende Oostenrijkse en Servische officier tegenover elkaar te staan.

## Rolverdeling
| Acteur             | Personage                 |
| ------------------ | ------------------------- |
| Erich von Stroheim | Generaal Simovic          |
| Abel Jacquin       | Kapitein Karl Burgstaller |
| Bernard Lancret    | Commandant Stanko Salic   |
| Dita Parlo         | Anna Stalic               |
| Georges Rollin     | Luitenant Ristic          |
| Marcel André       | Legrain                   |
| Raymond Aimos      | Usir                      |
| Lila Kedrova       | Irina                     |
| Pierre Nay         | Servische officier        |
| René Alié          | Servische officier        |
| Nino Costantini    | Servische officier        |
| Lucien Pascal      | Servische kolonel         |
| André Nox          | Excellentie               |
| Georges Vitray     | Oostenrijkse generaal     |
| Jacques Henley     | Servische generaal        |